# تريفور بلوماس
تريفور بلوماس هو كاتب أغاني وممثل كندي، ولد في 16 أكتوبر 1984 بلندن في كندا.

## أعمال

### أفلام
- (2005) أميرة الثلج[4][5]

## وصلات خارجية
- تريفور بلوماس على موقع IMDb (الإنجليزية)
- تريفور بلوماس على موقع ألو سيني (الفرنسية)
- تريفور بلوماس على موقع أول موفي (الإنجليزية)
- تريفور بلوماس على موقع إن إن دي بي (الإنجليزية)
- تريفور بلوماس على موقع قاعدة بيانات الفيلم (الإنجليزية)
- تريفور بلوماس على موقع كينوبويسك (الروسية)